# Бамана
Бамана́ (бамбара́, бамананкан) — язык народа бамана, или бамбара, распространённый, главным образом, в центре западной части Республики Мали. Имеет статус национального языка и является основным языком межнационального общения Мали. 
Относится к языковой семье манде («конго-кордофанская» макросемья).
По своему строю — аналитический, по большей части изолирующий, тоновый язык. 

## Генеалогическая и ареальная информация
Бамана входит в восточную подгруппу группы манден. Границы между бамана и другими восточными языками нечеткие.
Ареал бамана:
- Республика Мали, среднее течение р. Нигер;
- северо-запад Мали, район г. Кай, а также провинция Мопти;
- значительные группы этнических бамана имеются во всех крупных городах Мали, кроме провинций Гао и Кидаль;
- бамана является языком межнационального общения по всей территории Мали (за исключением провинций Гао и Кидаль), особенно в крупных и средних городах;
- бамана является основным языком малийской диаспоры как в Африке (Дакар, крупные города Кот-д’Ивуара и Буркина Фасо; Либревиль, Киншаса), так и в Европе (особенно Париж, Руан, Мурё и Мант во Франции).

## Социолингвистическая информация
Число говорящих на бамана как на родном языке оценивается в 4 млн чел. (по состоянию на 2012 г.), как на втором языке — около 10 млн. Число носителей продолжает расти.
Наряду с 12 другими языками страны, бамана имеет в Мали статус национального языка. Бамана активно преподается в школе, это язык радио- и телевещания. На бамана выходят сотни книг популярно-прикладного характера; в последнее время начинает складываться художественная литература. Широко используется в религиозных традициях. Бамана является основным торговым языком Мали, наблюдается постоянно расширение его использования в различных сферах.

### Диалекты
Взаимопонимание между стандартным бамана и некоторыми местными диалектами, а также местных диалектов между собой, затруднено. Границы между диалектами чаще всего нечёткие.
Общепринятой лингвистической классификации диалектов бамана не существует. В предварительном порядке они могут быть объединены в следующие группы:
- западная (каарта, говор г. Тамбакунда в Сенегале);
- северная (беледугу, банамба, месекеле);
- центральная (джитуму, джамадугу, банинко, сегу);
- южная (чакадугу, келейадугу, джалакадугу, куруламини, банимониче, чемала, чендугу, шендугу, ганадугу);
- восточная (кала, курума, саро, диалекты к северо-западу от Мопти);
- юго-восточная (зегедугу, бендугу, банинко, бакокан, джонка)[2].

#### Некоторые диалектологические различия в плане фонетики и морфологии
| Различие/Зона                                                                   | Север                                                                                              | Центр                                                       | Юг                                                                | Восток | Юго-Восток | Северо-Восток | Юго-Запад                            | Запад                                              |
| ------------------------------------------------------------------------------- | -------------------------------------------------------------------------------------------------- | ----------------------------------------------------------- | ----------------------------------------------------------------- | ------ | ---------- | ------------- | ------------------------------------ | -------------------------------------------------- |
| Соответствие начальной позиции для gw/g/gb                                      | | /gw/                                                        | /g/                                                               |        | /gb/       | /gw/          |                                      |                                                    |
| Велярный согласный в вокалической рамке a-a, ɔ-ɔ                                | Выпадение; дифтонгизация *-ɔgɔ > *-ɔɔ > -wa во многих северных диалектах;                          | -g- или -k-, с факультативной спирантизацией в -ɣ-          |                                                                   |        |            | Выпадение     | Выпадение                            | -g- или -k-, с факультативной спирантизацией в -ɣ- |
| Диссимиляция переднеязычных согласных при выпадении интерконсонантного гласного | tVlV > *tlV > klV *dVlV > *dlV > glV; в некоторых диалектах: *tVlV > *tlV > flV *dVlV > *dlV > blV | tVlV > *tlV > flV *dVlV > *dlV > blV (центрально-восточные) | tVlV > *tlV > klV *dVlV > *dlV > glV (южно-центральные диалекты); |        |            |               | tVlV > *tlV > flV *dVlV > *dlV > blV | сохранение tlV, dlV                                |
| Посессивный показатель (ká)                                                     | |                                                             | lá                                                                |        |            |               |                                      |                                                    |
| Показатель оптатива (ká)                                                        | |                                                             | lá                                                                |        |            |               | kɛ́                                   |                                                    |
| Показатель перфектива (yé)                                                      | |                                                             | ɲɔ                                                                |        |            |               |                                      |                                                    |

## Письменность

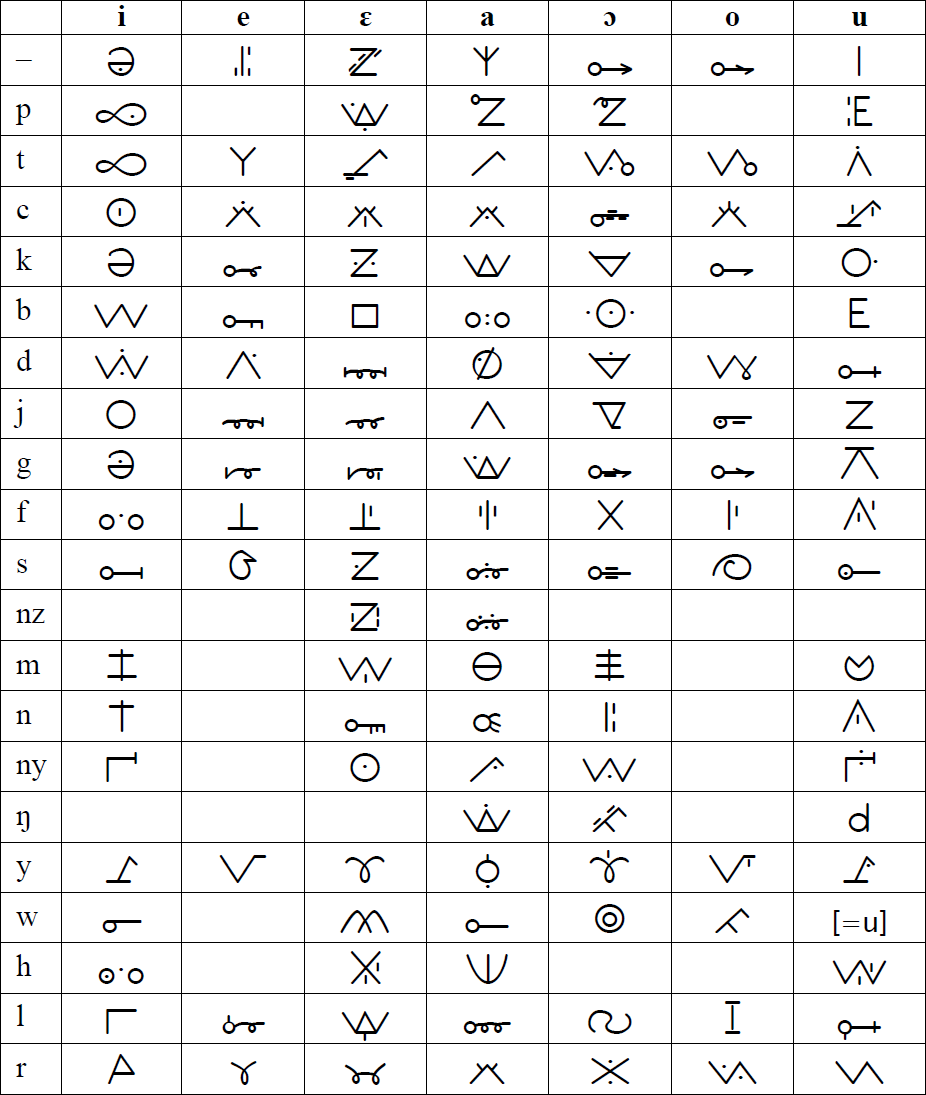
Силлабарий масаба

Основным алфавитов для бамана является латиница. Алфавит разработан и принят в 1967 году, в 1982 реформирован.
| Современный алфавит бамана | Современный алфавит бамана | Современный алфавит бамана | Современный алфавит бамана | Современный алфавит бамана | Современный алфавит бамана | Современный алфавит бамана | Современный алфавит бамана | Современный алфавит бамана | Современный алфавит бамана | Современный алфавит бамана | Современный алфавит бамана | Современный алфавит бамана | Современный алфавит бамана | Современный алфавит бамана | Современный алфавит бамана | Современный алфавит бамана | Современный алфавит бамана | Современный алфавит бамана | Современный алфавит бамана | Современный алфавит бамана | Современный алфавит бамана | Современный алфавит бамана | Современный алфавит бамана | Современный алфавит бамана | Современный алфавит бамана | Современный алфавит бамана | Современный алфавит бамана |
| -------------------------- | -------------------------- | -------------------------- | -------------------------- | -------------------------- | -------------------------- | -------------------------- | -------------------------- | -------------------------- | -------------------------- | -------------------------- | -------------------------- | -------------------------- | -------------------------- | -------------------------- | -------------------------- | -------------------------- | -------------------------- | -------------------------- | -------------------------- | -------------------------- | -------------------------- | -------------------------- | -------------------------- | -------------------------- | -------------------------- | -------------------------- | -------------------------- |
| A                          | B                          | C                          | D                          | E                          | Ɛ                          | F                          | G                          | H                          | I                          | J                          | K                          | L                          | M                          | N                          | Ɲ                          | Ŋ                          | O                          | Ɔ                          | P                          | R                          | S                          | T                          | U                          | W                          | X                          | Y                          | Z                          |
| a                          | b                          | c                          | d                          | e                          | ɛ                          | f                          | g                          | h                          | i                          | j                          | k                          | l                          | m                          | n                          | ɲ                          | ŋ                          | o                          | ɔ                          | p                          | r                          | s                          | t                          | u                          | w                          | x                          | y                          | z                          |

До 1982 года вместо знаков Ɛ ɛ, Ɲ ɲ, Ɔ ɔ использовались È è, Ny ny, Ò ò. Двухфокусный палатальный фрикативный звук, ранее обозначавшийся как sh или ʃ, ныне обозначается как s. Тона на письме не обозначаются. Долгота гласных обозначается путём их удвоения, назализация — буквой n после гласной.
В личной переписке и для хозяйственных записей ограниченно используется неунифицированное арабское письмо. Растёт популярность письма нко с ориентацией на норму гвинейского манинка. В 1930-х — 1970-х годах в области Каарта использовалась оригинальная слоговая письменность масаба.

## Типологическая характеристика

### Тип (степень свободы) выражения грамматических значений
Бамана представляет собой язык аналитического типа. Маркирование времени и типа предложения происходит с помощью специальных показателей конструкции (далее — ПК), которые в предложении следуют за подлежащим:
- So` bɛ́ kùlú ` kɔ́rɔ́

Дом CMPL гора под
«Дом находится под горой»;
- So` tɛ́ kùlú ` kɔ́rɔ́

Дом CMPL.Neg гора под
«Дом находится не под горой».

### Характер границы между морфемами
Бамана является языком изолирующего типа, однако в нём есть целый ряд словообразовательных суффиксов, которые могут иметь несколько вариантов в зависимости от конечного согласного основы. Например, суффикс результативно-перфективного причастия -len может быть также представлен вариантом -nen, если на конце основы носовой согласный.

### Тип маркирования в именной группе и в предикации

#### Именная группа
Нулевое маркирование в именных группах, в которых второе имя является определением первого:
- wáraba nɔ́nɔ` «львиное молоко» (букв.: «молоко-лев»);
- jíri fára` «древесная кора» (букв.: «дерево-кора»).

Нулевое маркирование в группах, где главный (второй) член относится к первому как часть к целому:
- kùlú` kun` «вершина горы» (букв.: «гора вершина»).

Зависимостное маркирование в именной группе «владелец — принадлежащий предмет», где владелец маркируется элементом ká:
- Màdú ká màrìfá` «ружьё Маду».

#### Предикация
Нулевое маркирование в предикации:
- Jàkúma` yé ɲínɛ` dún

Кошка CMPL мышь съесть
«Кошка съела мышь».

### Тип ролевой кодировки
Нейтральная. Актанты глагола никак не маркируются. Роли распределяются в соответствии со строгим порядком слов в предложении:
- Dе́n` bɛ́ bо̀lí

Ребёнок CMPL бежать
«Ребёнок бежит»
- Dе́n` bɛ́ sùnɔgɔ

Ребёнок CMPL спать
«Ребёнок спит»
- Kamalen` bɛ́kà wùlú-ẁ gɛ́n

Юноша CMPL собака. PL гнать
«Юноша гонит собак»

### Базовый порядок слов
Базовый порядок слов — SOV:
- Kamalen` bɛ́kà wùlú-ẁ gɛ́n

Юноша CMPL собака. PL гнать
«Юноша гонит собак»
Косвенные и непрямые дополнения, а также обстоятельства обычно следуют за глаголом.

## Языковые особенности

### Фонетика и фонология

#### Гласные
| Подъём  | Подъём   | Ряд      | Ряд     | Ряд    |
| Подъём  | Подъём   | Передний | Средний | Задний |
| ------- | -------- | -------- | ------- | ------ |
| Верхний | Верхний  | i i: ḭ   |         | u u: ṵ |
| Средний | Закрытые | e e: ḛ   |         | o o: o̰ |
| Средний | Открытые | ɛ ɛ: ɛ̰   |         | ɔ ɔ: ɔ̰ |
| Нижний  | Нижний   |          |         | a a: a̰ |

Долгие гласные почти не встречаются в конечной позиции. Исключения — некоторые слова звукоподражательного характера, а также слова, в которых между гласными выпал согласный -g-: fàá < fàgá «убивать», dàá < dàgá «горшок».
Носовые гласные перед согласными реализуются как соответствующие неносовые, за которыми следует носовой сонант. Этот сонант уподобляется по месту образования последующему согласному: bo̰ ́ «дом», bá «большой», dá «дверь» — bómbá «большой дом», bо́n dá «дверь дома».

#### Начальные согласные
| Способ образования | Способ образования | Лабиальные | Зубные | Палатальные | Заднеязычные | Заднеязычные лабиализованные |
| ------------------ | ------------------ | ---------- | ------ | ----------- | ------------ | ---------------------------- |
| Преназализованные  | Смычные            | mb/mp      | nd/nt  | ɲj/ɲc       | ŋg/ŋk        |                              |
| Преназализованные  | Фрикативные        | mf         | nz/ns  |             |              |                              |
| Смычные            | Смычные            | b/p        | d/t    | j/c         | g/k          | (gw)                         |
| Фрикативные        | Фрикативные        | (v)/f      | z/s    | (š)         | h            |                              |
| Сонанты            | Сонанты            | w          | l      | y           |              |                              |
| Носовые сонанты    | Носовые сонанты    | m          | n      | ɲ           | ŋ            |                              |

#### Срединные согласные
| Способ образования | Способ образования | Лабиальные | Зубные | Палатальные | Заднеязычные |
| ------------------ | ------------------ | ---------- | ------ | ----------- | ------------ |
| Преназализованные  | Смычные            | mb/mp      | nd/nt  | ɲj          | ŋg/ŋk        |
| Преназализованные  | Фрикативные        | mf         | ns     |             |              |
| Смычные            | Смычные            | b          | (d)    |             | g            |
| Фрикативные        | Фрикативные        | f          | s      |             |              |
| Сонанты            | Сонанты            | (w)        | l      | y           |              |
| Дрожащие           | Дрожащие           |            | r      |             |              |
| Носовые сонанты    | Носовые сонанты    | m          | n      | ɲ           | ŋ            |

#### Тоны
Бамана — тоновый язык. Более 90 % всех слов относятся к двум тональным классам: классу высокотоновых слов (исходная форма — высокие тоны всех слогов) или классу слов с восходящим тоном (исходная форма — низкий тон начального сегмента и высокий тон конечного).

### Морфосинтаксис

#### Имя
Не имеет грамматического рода. В случае необходимости биологический род может быть уточнен с помощью суффиксов: -cɛ (для мужского рода) и -muso (для женского рода).
Множественное число образуется присоединением клитики -ù (на письме — -ẁ), которая всегда сохраняет свой тон.
Существительные-названия парных частей тела обычно не присоединяют показателя множественного числа, обозначая обе соответствующие части тела:
| Tulo`                              | bɛ́                            | mɔ̀gɔ́`   | kun`                      | nа́                  |
| ухо                                | показатель настоящего времени | человек | послелог «иметь при себе» | локативный послелог |
| «У человека есть уши (на голове)». |                               |         |                           |                     |

Существительные в подавляющем большинстве фразовых контекстов употребляются с тоновым артиклем — «плавающим» низким тоном в постпозиции: bóló` - bóló «рука» + тоновый артикль `. Если существительное входит в состав «тонально компактной» синтагмы, то артикль присоединяется к её последнему компоненту.
Имена прилагательные представлены так называемыми квалификативными глаголами: bìlén «быть красным»; bǒn «быть большим».
От большинства квалитативных глаголов могут образовываться прилагательные путём конверсии. Такие прилагательные находятся в позиции непосредственно после определяемого существительного (ни с чем другим прилагательные не сочетаются) и образуют с ним единую тоновую группу:
- jí góni` «вода горячая»;
- jùla júgu` «торговец злой»;
- sà fín` «змея чёрная».

От квалитативных глаголов могут образовываться прилагательные путём присоединения суффикса -man. Производные прилагательные также находятся справа от существительного, но не образуют с ним единого акцентного слова. Тоновый артикль и показатель множественного числа оформляют всю синтагму и присоединяются к прилагательному:
- jírisun gɛ̀lɛnmán` («твёрдый ствол дерева») — jírisun gɛ̀lenmanẁ («твёрдые стволы» букв. «ствол твёрдые»).

#### Глагол
Почти все глаголы, для которых переходное употребление является исходным, могут быть и непереходными. В таком случае прямое дополнение обычно становится подлежащим, а непереходное значение исходного глагола примерно соответствует значению пассивного залога в индоевропейских языках:
| Kamalen`                     | bɛ́kà                                          | wùlú   | -ẁ                              | gɛ́n   |
| Юноша                        | показатель продолжающегося настоящего времени | собака | показатель множественного числа | гнать |
| «Юноша гонит собак (сейчас)» |                                               |        |                                 |       |

| Wùlú                    | -ẁ                              | bɛ́kà                                          | gɛ́n   |
| Собака                  | показатель множественного числа | показатель продолжающегося настоящего времени | гнать |
| «Собак гонят («сейчас») |                                 |                                               |       |

Показатель инфинитива -kа̀ занимает по отношению к глаголу ту же позицию, что и другие показатели конструкции (перед непереходным глаголом или прямым дополнением).
Одна из основных функций инфинитива — обозначение действия, совершаемого вслед за другим действием, если субъект этих действий один:
| Dúnan`                                | yé                                 | jí`  | mǐn  | kà                    | kúma     |
| Чужестранец                           | показатель совершившегося действия | вода | пить | показатель инфинитива | говорить |
| «Чужестранец выпил воды и заговорил». |                                    |      |      |                       |          |

#### Синтаксис
Вид, время, утвердительный или отрицательный характер высказывания, а также наклонение выражаются специальными показателями конструкции.
| Значение показателя       | Утвердительная форма                                                                     | Отрицательная форма |
| ------------------------- | ---------------------------------------------------------------------------------------- | ------------------- |
| Настоящее, будущее время  | bɛ́                                                                                       | tɛ́                  |
| Настоящее продолжительное | bɛ́kà                                                                                     | tɛ́kà                |
| Будущее намерения         | bɛ́nǎ                                                                                     | tɛ́nǎ                |
| Уверенное будущее         | ná                                                                                       | tɛ́nǎ                |
| Желательное наклонение    | ká                                                                                       | kàná                |
| Повелительное наклонение  | Ø/yé (во мн. ч.)                                                                         | kàná                |
| Совершенный вид           | суффикс -ra (-la, -r, -l, -na) — при непереходных глаголах; yé — при переходных глаголах | má                  |

Примеры:
- Dén` bɛ́ suǹɔgɔ «Ребёнок спит» или «Ребёнок поспит». Dén` tɛ́ sùnɔgɔ «Ребёнок не спит» или «Ребёнок не будет спать».
- Dén` bɛ́kǎ suǹɔgɔ «Ребёнок засыпает (сейчас)». Dén` tɛ́kǎ suǹɔgɔ «Ребёнок не засыпает (сейчас)».
- Dén` bɛ́nǎ suǹɔgɔ «(Возможно), ребёнок будет спать» или «(Возможно), ребёнок заснёт». Dén` tɛ́nǎ suǹɔgɔ «(Возможно), ребёнок не будет спать» или «(Возможно), ребёнок не заснёт».
- Dén` ná sùnɔgɔ «Ребёнок будет спать, (я в этом уверен(а))». Dén` tɛ́nǎ suǹɔgɔ «Ребёнок не будет спать, (я в этом уверен(а))».
- Dén` ká sùnɔgɔ «Пусть ребёнок спит». Dén` kàná sùnɔgɔ «Пусть ребёнок не спит».
- Sùnɔgɔ! «Спи!» Yé sùnɔgɔ! «Спите!» Kàná sùnɔgɔ! «Не спи!»
- Dén` sùnɔgɔ-ra «Ребёнок поспал» или «Ребёнок заснул». Dén` má sùnɔgɔ «Ребёнок не поспал» или «Ребёнок не заснул».

| Jàkúma`            | yé                           | ɲínɛ` | dún  |
| Кошка              | показатель совершенного вида | мышь  | есть |
| «Кошка съела мышь» |                              |       |      |

Показатель прошедшего времени tùn обычно помещается в позицию перед временным показателем. В сочетании с показателями настоящего времени, продолжительного времени или совершенного вида этот показатель относит действие к плану прошедшего, указывая на его неактуальность в момент речи:
- Dén` tun bɛ́ sù nɔgɔ «Ребёнок спал» (когда-то);
- Dén` tun bɛ́kǎ sù nɔgɔ «Ребёнок спал» (в течение какого-то времени в прошлом);
- Dén` tun sunɔgɔ-ra «Ребёнок поспал/заснул» (к какому-то времени в прошлом).

### Лексика
Для городских диалектов более характерно использование французской лексики вместо исконной. Например, связующие наподобие est-ce que (который будет произносится в три слога — [ɛsəkə]) или parce que. Большинство французских заимствований получают суффикс -i, особенно когда в бамана нет слова с похожим значением: niegei («снег») — от фр. neige.

## Википедия на языке бамана
Существует раздел Википедии на языке бамана («Википедия на языке бамана»), первая правка в нём была сделана в 2004 году. По состоянию на 10:25 (UTC) 16 июля 2025 года раздел содержит 897 статей (общее число страниц — 3329); в нём зарегистрировано 12 099 участников, один из них имеет статус администратора; 14 участников совершили какие-либо действия за последние 30 дней; общее число правок за время существования раздела составляет 41 764.

## Электронный аннотированный корпус текстов на бамана
- Справочный корпус бамана